# 2001 OK108
2001 OK108, também escrito como 2001 OK108, é um objeto transnetuniano (TNO) que está localizado no cinturão de Kuiper, uma região do Sistema Solar. Ele é classificado como um cubewano. O mesmo possui uma magnitude absoluta de 7,4 e tem um diâmetro com cerca de 146 km.

## Descoberta
2001 OK108 foi descoberto no dia 24 de julho de 2001 pelo astrônomo B. Gladman.

## Órbita
A órbita de 2001 OK108 tem uma excentricidade de 0,035 e possui um semieixo maior de 42,771 UA. O seu periélio leva o mesmo a uma distância de 41,275 UA em relação ao Sol e seu afélio a 44,268 UA.